# Amàlia Garcia i Bonel
Amàlia Garcia Bonel (Tarassona, Província de Saragossa, 10 de juny de 1874 - Barcelona, 1977) va ser una mestra d'escola.
Va casar-se amb Buenaventura Saldes Colell natural de Solsona, Lleida el 28 d'agost de 1894 i d'aquesta unió van néixer 4 fills.
El 1905, vídua i amb quatre fills, arribà a Barcelona i s'establí al carrer de Verdi, núm. 41, del barri de Gràcia, on fundà el col·legi de la Santíssima Trinitat per a noies. Després de la guerra civil, inaugurà una nova acadèmia a la cantonada dels carrers de l'Or amb Torrijos, que dirigí durant anys, juntament amb la seva filla Pilar i més tard, de la seva neta, sense deixar l'altra escola. S'hi impartia batxillerat, peritatge mercantil i música. La van seguir després en aquesta tasca la seva filla i la seva neta.
El mestre Ricard Miró Salvador va compondre la sardana La centenària de Gràcia, estrenada el 10 de juny de 1974, per retre-li homenatge.
La població de Tarassona la va nomenar filla predilecta i l'ajuntament de Barcelona li ha dedicat un carrer.